# Tik Tak
 (janvier 2019).
Tik Tak est une émission de télévision belge destinée aux nourrissons et diffusée originellement de 1981 à 1991 sur la Belgische Radio- en Televisieomroep Nederlandstalige Uitzendingen (BRTN) et rediffusée ensuite jusqu'en 2006. C'est l'un des plus longs programmes sans interruption du service public flamand.

## Conception
Le programme a été conçu par Mil Lenssens après qu'il a vu un groupe d'enfants fascinés par un tirage du lotto. Il a alors reproduit dans le programme, avec l'aide de Clien De Vuyst, des mouvements prédictifs et répétitifs des mélanges de couleurs, associés à des rythmes musicaux,.

## Production
366 épisodes de Tik Tak ont été produits (soit un pour chaque jour de l'année, bissextile ou non). Chaque épisode débute avec un mouton (parfois avec un chien) au lever du soleil sur une plateforme circulaire tournante et se termine avec l'ombre d'un visage (celui d'Ann Ricour), qui vit toutes sortes d'aventures lors de cinq livres colorés différents,.

## Diffusion
La première diffusion du programme a eu lieu le 1er novembre 1981 sur BRTN-TV1 (devenue Éen), puis sur BRTN TV2. La diffusion s'est ensuite poursuivie sur Ketnet jusqu'en 2006, date à laquelle l'émission a été supprimée,.

## À l'étranger
Tik Tak a été vendu dans environ 30 pays, incluant l'Australie, Israël, les Pays-Bas, les États-Unis, l'Arabie saoudite et l'Afrique du Sud. Il s'agit d'une des émissions télévisées belges les plus exportées,.

## Dans d'autres médias
En 2012, le duo allemand Digitalism a illustré sa chanson Falling avec un vidéoclip composé de fragments de l'émission.